# Linia pe Vale
Linia pe Vale – wieś w Rumunii, w okręgu Vâlcea, w gminie Dănicei. W 2011 roku liczyła 64 mieszkańców.